# Jacinto Octavio Picon Bouchet
Jacinto Octavio Picon Bouchet (Madrid, 8 de setembre de 1852 - ibídem, 19 de novembre de 1923) va ser un escriptor, pintor, crític d'art i periodista espanyol, nebot del dramaturg i llibretista de sarsuela José Picón.

## Biografia
Fill d'un magistrat de l'Audiència de Madrid, va estudiar dret a França i a Madrid, on es va doctorar. Home d'ideals republicans, va tenir un escó de diputat per Madrid. Va treballar en el Ministeri d'Ultramar, hi va renunciar en iniciar-se la Restauració. Va treballar com a corresponsal literari en L'Imparcial, on va enviar cròniques sobre l'Exposició Universal de París el 1878, després va col·laborar a El Correo, òrgan polític de Sagasta i a La Ilustración Española y Americana. Va romandre a París fins tardor de 1880. La seva tasca periodística es projectà també a La Europa, El Progreso y en Los Madriles, i va col·laborar a La Revista de España, El Cuento Semanal, Los Contemporáneos, La Esfera i moltes altres publicacions. Lázaro, casi una novela (1882), va ser la seva primera narració extensa, sobre la crisi d'un jove sacerdot. Després se succeïren les novel·les La hijastra del amor (1884), Juan Vulgar (1885), El enemigo (1887), La honrada (1890), Dulce y Sabrosa (1891), Sacramento (1910), Juanita Tenorio (1910) i Sacramento (1914), la seva última novel·la. El 1884 va ser escollit secretari primer de la secció de literatura de l'Ateneo de Madrid. El 1900 va ingressar en l'Acadèmia Espanyola amb un discurs sobre el polític gadità Emilio Castelar al que va contestar Juan Valera. El 1902 va ingressar en l'Acadèmia de Belles arts, on va pronunciar un discurs sobre l'escassetat del nu en l'art espanyol. A les eleccions generals espanyoles de 1903 va ser escollit, al costat de Joaquín Costa i Nicolás Salmerón, diputat republicà per Madrid. Va ser Vicepresident del Patronat del Museu del Prado i Bibliotecari i secretari perpetu de l'Acadèmia de la Llengua. El Govern de França li va atorgar la Legió d'Honor en grau de comanador.

## Estil
Pot considerar-se dins del Naturalisme. Radical i europeista, advocava en la seva narrativa per una escala de valors hispànica més oberta, més progressista i cosmopolita, profeminista, i mai va canviar aquesta orientació progressista del seu pensament. Va defensar el dret a l'amor natural, sense traves legals o religioses, i va atacar qualsevol forma de fanatisme o intolerància. Va destacar en la narració curta, amb col·leccions com Novelitas (1892), Cuentos de mi tiempo (1895), Tres mujeres (1896), Cuentos (1900), Drama de familia (1903) o Mujeres (1911). En la seva narrativa es va proposar sempre defensar el punt de vista femení i la seva radical llibertat. Es considera que la seva millor novel·la és Dulce y sabrosa (1891); en ella don Juan de Todellas sedueix i abandona a l'actriu Cristeta i aquesta, deshonrada, deixa la casa i estanc dels seus oncles i fingeix ser casada i mare d'un nen. Don Juan, finalment, es rendeix incondicionalment a Cristeta, qui el premia com a amant sense castigar-lo com a marit. També es va apropar ocasionalment a la biografia, amb obres com Ayala. Adelardo López de Ayala. Estudio biográfico (1902).
Com a crític d'art va escriure unes Apuntes para una historia de la caricatura (1878), Vida y obras de don Diego de Velázquez (1899) y El desnudo en el arte (1902). També va ser secretari de la Junta d'Iconografia Nacional i vicepresident del Patronat Nacional de Pintura i Escultura. Ramon Casas li va dedicar un retrat, avui conservat al MNAC.